# Cybister limbatus
Cybister limbatus är en skalbaggsart som först beskrevs av Fabricius 1775.  Cybister limbatus ingår i släktet Cybister och familjen dykare. Inga underarter finns listade i Catalogue of Life.